# Kalinčiakovo
Kalinčiakovo (bis 1948 slowakisch „Varšany“; ungarisch Hontvarsány – bis 1907 Varsány) ist eine ehemalige Gemeinde und seit 1976 ein Stadtteil von Levice in der Westslowakei. Kalinčiakovo liegt ungefähr fünf Kilometer südöstlich des Stadtzentrums von Levice im Hügelland Ipeľská pahorkatina, im seichten Tal der Sikenica. Südlich des Ortes befinden sich die Thermalquellen Margita-Ilona mit einem Freibad, Hotel sowie Camping- und Zeltplatz.

## Geschichte

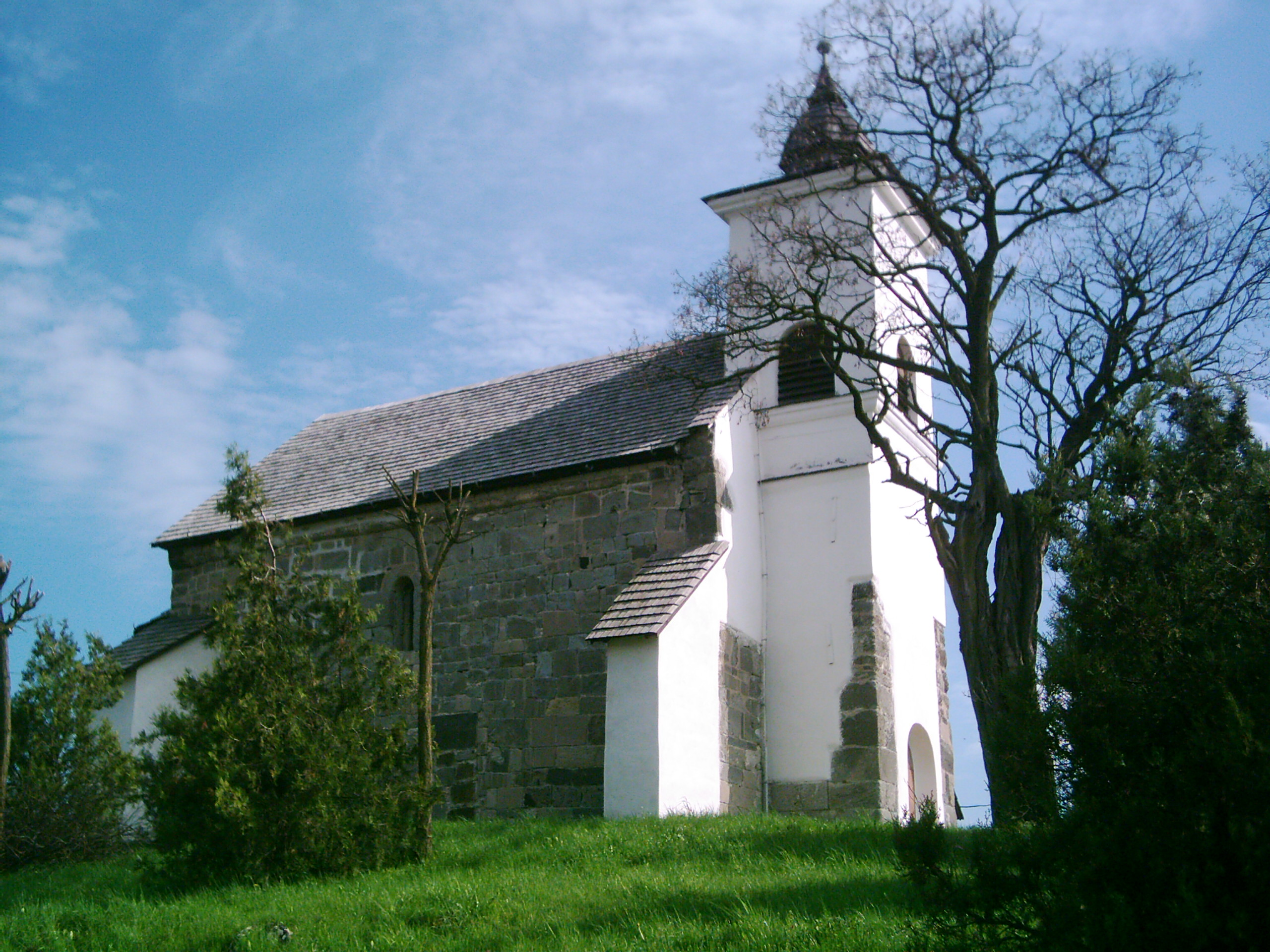
Romanische Kirche in Kalinčiakovo

Der Ort ist ein alter Siedlungsplatz mit Funden aus der Jungsteinzeit sowie Kupfersteinzeit, weiter gibt es hier Überreste einer slawischen Siedlung aus dem 10. und 11. Jahrhundert. Die romanische Kirche wurde im 12. Jahrhundert gebaut, der Ort wurde aber zum ersten Mal erst 1242 als Wosyan schriftlich erwähnt. Bis zum 18. Jahrhundert war das Dorf Besitz der Familie Varsányi-Simonyi, später besaßen Familien wie Kálnay (ab 1405), Horváth (ab 1629), Majthényi und Nyáry Gutsanteile. In der Zeit der Türkenkriege war Varsány zeitweise Teil des Osmanischen Reichs, dort lag der Ort in der Nahiye Hont und hatte 1664 nach einem türkischen Steuerverzeichnis 59 Steuerzahler in 44 Haushalten. 1828 zählte man 41 Häuser und 249 Einwohner, die als Landwirte und Winzer beschäftigt waren.
Bis 1918 gehörte der Ort im Komitat Hont zum Königreich Ungarn und kam danach zur neu entstandenen Tschechoslowakei beziehungsweise heutigen Slowakei. Von 1938 bis 1945 war er auf Grund des Ersten Wiener Schiedsspruchs noch einmal Teil Ungarns. Per Verordnung A-311/16-II/3-1948 von Daniel Okáli wurde der Ortsname in Kalinčiakovo geändert, nach dem slowakischen Schriftsteller Ján Kalinčiak. Nach der Volkszählung 1970 wohnten 579 Einwohner in Kalinčiakovo.

## Bauwerke und Denkmäler

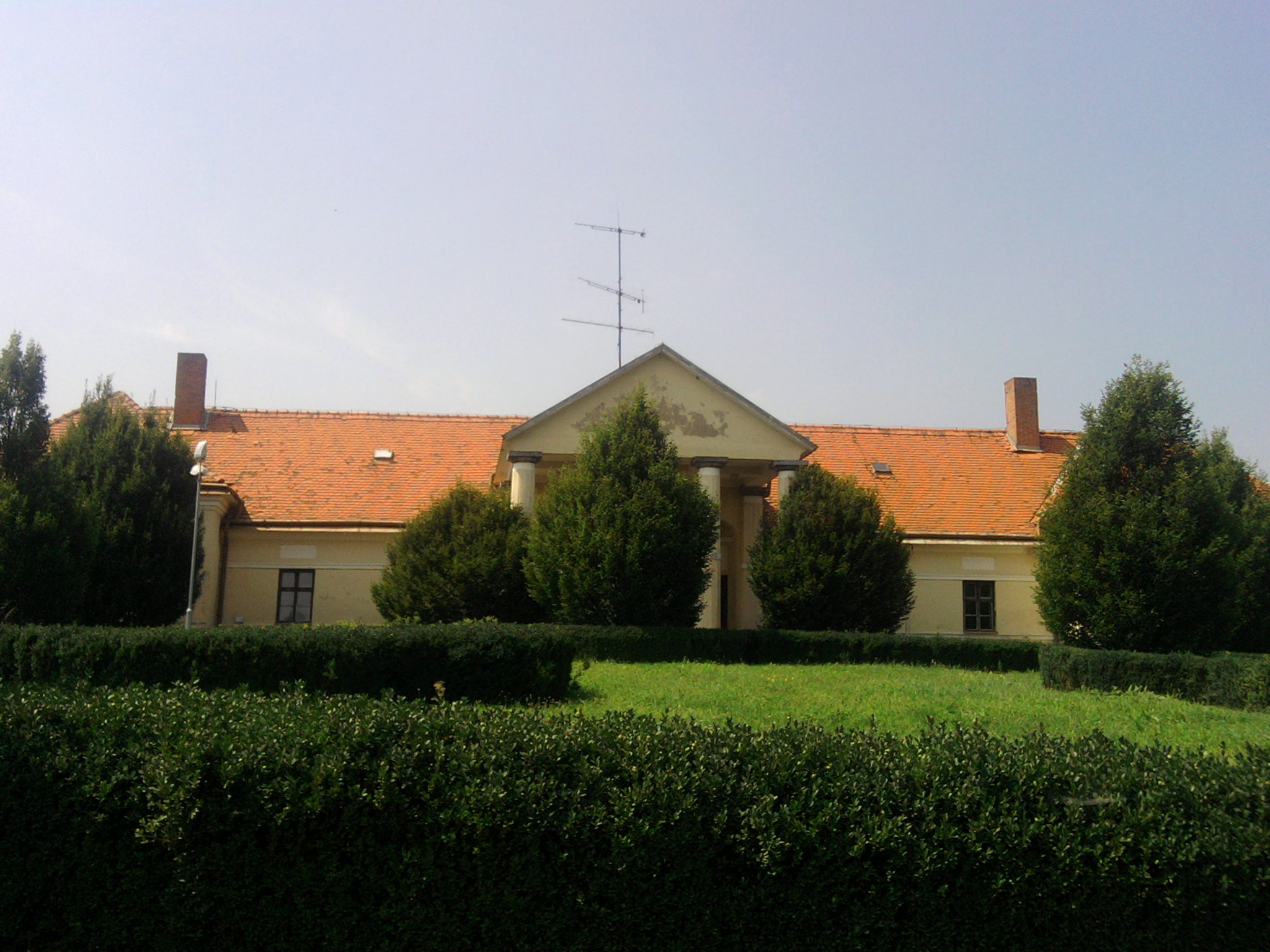
Landschloss

Der bedeutendste Sakralbau ist die romanische Kirche aus dem 12. Jahrhundert. Sie wurde als einschiffige Kirche mit flacher Decke und halbkreisförmiger Apsis errichtet und trug als katholische Kirche das Patrozinium der hl. Anna, seit 1655 gehört sie aber der reformierten (calvinistischen) Kirche. In der Zeit des Barock wurde der asymmetrisch, etwas nach Norden verschobene Turm an der Westfassade gebaut. Nach einem Brand im Jahr 1832 wurde die Kirche 1833–1835 saniert und erhielt dabei neue Stützpfeiler. Die bei dem Brand aufgedeckten Wandmalereien wurden übertüncht.
Weitere sehenswerte Bauten sind die römisch-katholische Kirche Maria vom Rosenkranz, ursprünglich eine Kapelle, aus dem Jahr 1900 sowie das im 18. Jahrhundert barocke Landschloss, das 1820 im klassizistischen Stil neu gestaltet wurde und bis 1945 der Familie Nyáry gehörte.

## Söhne und Töchter von Kalinčiakovo
- Imrich Karvaš (1903–1981), slowakischer Wirtschaftswissenschaftler und Gouverneur der slowakischen Nationalbank (1939–1944)